# Pia Ahnfelt-Rønne
Pia Ahnfelt-Rønne (20. marts 1922 i København – 20. april 2006) var en dansk skuespiller.
Hun var datter af skuespilleren Hakon Ahnfelt-Rønne og blev uddannet fra Det Kongelige Teaters Elevskole i 1945. Derefter var hun tilknyttet Aarhus Teater et par år, for senere at blive engageret i Riddersalen og Frederiksberg Teater fra 1948 til 1952. Sammen med sin mand Meïr Feigenberg oprettede hun et teaterforlag og rejste derfor en del til Paris, Stockholm, London, New York, Hamburg og Berlin. 
Pia Ahnfelt-Rønne er begravet på Mosaisk Vestre Begravelsesplads i København.

## Filmografi
- Det hændte i København (1949)
- De røde heste (1950)
- Det gamle guld (1951)
- Vinterbørn (1978)
- Øjeblikket (1980)

### Tv-serier
- En by i Provinsen (1977-1980)